# جميل صدقي الزهاوي
جميل صدقي بن محمد فيضي ابن الملا أحمد بابان الزَّهَاوِيُّ (1279 - 1354 هـ / 1863 - 1936 م): شاعر، من طلائع نهضة الأدب العربي في العصر الحاضر، وهو علم من أعلام الشعر العربي الحديث، ورائد من روّاد التفكير العلمي والنهج الفلسفي. مولده ووفاته ببغداد، كان أبوه مفتيها. وبيته بيت علم ووجاهة في العراق. كردي الأصل، أجداده البابانيون أمراء السليمانية، ونسبة الزَّهَاوي إلى (زهاو) كانت إمارة مستقلة وهي اليوم من أعمال إيران، وجدته أم أبيه منها. وأول من نسب إليها من أسرته والده محمد فيضي الزهاوي.
تلقى العلم على يدي أبيه مفتي بغداد، وفي مدرسته التي عُرفت بما تدرسه من العلوم الشرعية الإسلامية والأدب العربي. نظم الشعر بالعربية والفارسية في حداثته. وتقلب في مناصب مختلفة فكان من أعضاء مجلس المعارف ببغداد، ثم من أعضاء محكمة الاستئناف، ثم أستاذا للفلسفة الإسلامية في (المدرسة الملكية) بالآستانة، وأستاذا للآداب العربية في دار الفنون بها، فأستاذا للمجلة في مدرسة الحقوق ببغداد، فنائبا عن المنتفق في مجلس النواب العثماني، ثم نائبا عن بغداد، فرئيسا للجنة تعريب القوانين في بغداد، ثم من أعضاء مجلس الأعيان العراقي، إلى أن توفي.

## سيرته وحياته
جميل صدقي بن محمد فيضي بن الملا أحمد بابان الزهاوي.
ولد في بغداد عام 1863م وتوفي بها في 24 فبراير 1936م، ونشأ ودرس على يد أبيه وعلى يد علماء عصره، وعين مدرسًا في مدرسة السليمانية ببغداد عام 1885م، وهو شاب ثم عين عضواً في مجلس المعارف عام 1887م، ثم مديراً لمطبعة الولاية ومحرراً لجريدة الزوراء عام 1890م، وبعدها عين عضواً في محكمة استئناف بغداد عام 1892م، وسافر إلى إسطنبول عام 1896م، فأعجب برجالها ومفكريها، وبعد إعلان العمل بالدستور في عام 1908م، عين أستاذًا للفلسفة الإسلامية في دار الفنون بإسطنبول ثم عاد لبغداد، وعين أستاذاً في مدرسة الحقوق، وعند تأسيس الحكومة العراقية عين عضواً في مجلس الأعيان. ونظم الشعر باللغة العربية واللغة الفارسية، وتميز إنتاج جميل صدقي الزهاوي بالكثرة والتنوع بين الشعر والنثر.
وكان فخورا ومعتدا بنفسه فكتب عن نفسه في أواخر حياته قائلا: "كنت في صباي أسمى (المجنون) لحركاتي غير المألوفة، وفي شبابي (الطائش) لنزعتي إلى الطرب، وفي كهولتي (الجرئ) لمقاومتي الاستبداد، وفي شيخوختي (الزنديق) لمجاهرتي بآرائي الفلسفية"، وكان يجاهر بإيمانه في نظرية التطور ويخالف آراء المجتمع العربي في وقته وينعتها بالجهل والتخلف، ونسبت إليه الزندقة في أواخر حياته لكثرة تفلسفه في العلوم، ولكنه كان مسلما ولم يكن ملحدا على الرغم من شيوع ذلك عند عامة الناس، وله شعر جميل في وصف الذات الإلهية وجمال صنع الخالق، وله مقالات فلسفية في كبريات المجلات العربية.
وكان له مجلس يحفل بأهل العلم والأدب، وأحد مجالسه في مقهى الشط وله مجلس آخر يقيمه عصر كل يوم في قهوة رشيد حميد في الباب الشرقي من بغداد، واتخذ في آخر أيامه مجلساً في مقهى أمين في شارع الرشيد وعرفت هذه القهوة فيما بعد بقهوة الزهاوي، ولقد كان مولعاً بلعبة الدامة وله فيها تفنن غريب، وكان من المترددين على مجالسه الشاعر معروف الرصافي، والأستاذ إبراهيم صالح شكر، والشاعر عبد الرحمن البناء، وكانت مجالسه لا تخلو من أدب ومساجلة ونكات ومداعبات شعرية، وكانت له كلمة الفصل عند كل مناقشة ومناظرة، ولقد قال فيه الشيخ إبراهيم أفندي الراوي وفي قرينه الرصافي:
كان الزهاوي معروفا على مستوى العراق والعالم العربي وكان جريئاً وطموحاً وصلباً في مواقفه، فاختلف مع الحكّام عندما رآهم يلقون بالأحرار في غياهب السجن ومن ثم تنفيذ أحكام الإعدام بهم فنظم قصيدة في تحيّة الشهداء مطلعها:
دافع الزهاوي عن حقوق المرأة وطالبها بترك الحجاب (ويقصد به النقاب الذي يخفى معالم الوجه وليس الحجاب بالمفهوم الحالي) وأسرف في ذلك، حيث قال:
وقال أيضا:
وله أبيات أخرى في ديوان (الزهاوي، طبعة دار الدعوة، بيروت) أسرف فيها في هجاء العرب ومدح الإنجليز قال فيها:
و لكنه شعر وكما باقي العرب إنَّ سقوط الخلافة الاسلامية بداية المهانة والضعف لهم، فرَثِئَ الخليفة العثماني عبد الحميد الثاني بأبيات مشهورة:
وكتب فيه طه حسين: "لم يكن الزهاوي شاعر العربية فحسب ولا شاعر العراق بل شاعر مصر وغيرها من الأقطار، لقد كان شاعر العقل، وكان معري هذا العصر، ولكنه المعري الذي اتصل بأوروبا وتسلح بالعلم،"
وكتب فيه الشاعر العراقي فالح الحجية في كتابه الموجز في الشعر العربي ومما قال فيه: (شعر الزهاوي يمتاز بسهولة الألفاظ واضح المعاني ثر الإنتاج وكذلك يتسم بالتأثر بالعلوم التي درسها واشتهر بالشعر الوطني والاجتماعي والفلسفة والوصف وأنشد في أغلب الفنون الشعرية).
وهناك شارع سمي باسمهِ يقع في منطقة الأعظمية قرب البلاط الملكي وهذا الشارع يربط بين الطريق إلى جامع الإمام الأعظم ومنطقة الوزيرية العريقة في بغداد.
لقد كانت العداوة بينه وبين معروف الرصافي شديدة (حيث قال الرصافي أشياء كثيرة في النيل من الزهاوي) ولكن فرصة مواتية جاءت للزهاوي لرد الصاع صاعين للرصافي عندما سألوه عن رأيه في أحمد شوقي (وهذا مجال لعداوة أخرى) فأجابهم قائلا بلهجته البغدادية:
 في الوقت الذي كان كلاهما أستاذا بأدبه وشعره. هذا ما وثقه خالد القشطيني بمذكراته الطريفة عن هذا الصراع بين الشاعرين القمتين.
قال عنه المؤرخ الشاعر وليد الأعظمي: ((كان الزهاوي شديد الأعجاب بنفسه محباً للشهرة ويميل إلى مخالفة الناس، ويدعي المعرفة بالعلوم كلها كالفلسفة والفلك والجاذبية والتشريح مما أثار ضجة كادت تودي بحياته، وهو شاعر مكثر، وشعره ثقيل غير سائغ بسبب حشر النظريات العلمية فيه، وكان يحسن اللغة العربية والتركية والفارسية والكردية، وشيئاً من اللغة الفرنسية، وترك عدة دواوين منها (الكلم المنظوم) وديوان (اللباب)، وديوان (الأوشال)، و (الثمالة)، و (رباعيات الزهاوي)، وهي ترجمة لرباعيات الخيام)).
ومن شعره قصائد جميلة منها:

## وفاته

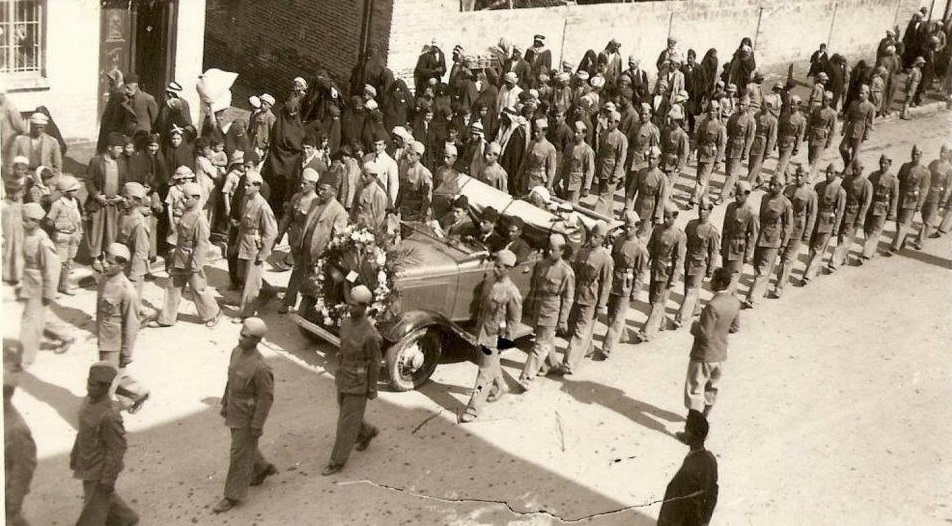
تشييع جنازة الزهاوي. محمد رضا الشبيبي ومعروف الرصافي جالسان في المقعد الخلفي - 1936.

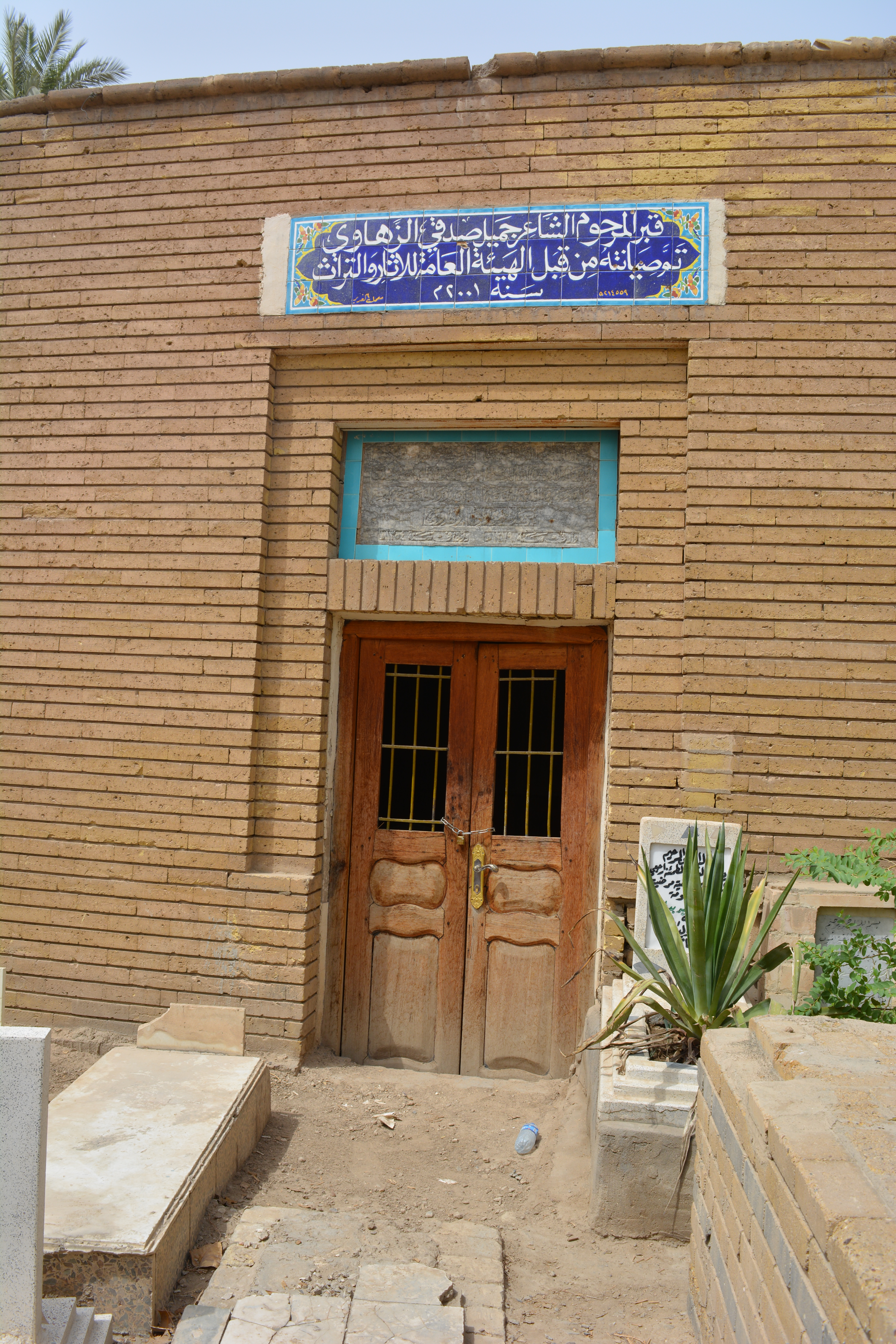
قبر الشاعر جميل صدقي الزهاوي في مقبرة الخيزران بالأعظمية

توفي الزهاوي في شهر ذي القعدة عام 1354 هـ/ شباط 1936م، ودفن بمشهد حافل في مدخل مقبرة الخيزران في الأعظمية، وبنيت على قبرهِ حجرة ودفن على مقربة منه علامة العراق الشيخ أمجد الزهاوي ابن أخيه.
وكان الشيخ أمجد الزهاوي يبغضه في الله، ولم يخرج في جنازته عندما توفي.

## من مؤلفاته
أخذ الزهاوي العلوم العقلية والنقلية على يد علماء بغداد ونبغ في مختلف المجالات العلمية والفلسفية، وكان نبوغه باللغة العربية والشعر العربي طاغياً على بقية تحصيلاتهِ العلمية، وله مؤلفات علمية وأدبية منها:
- دواوين شعره.
- الجاذبية وتعليلها.
- الظواهر الطبيعية والفلكية.
- الخيل وسباتها.
- الدفع العام.
- الفجر الصادق.
- لديه مجموعة من الأشعار الكردية، أكثرية أشعاره الكردية ذات طابع هجائي كتبت ضد صديقه الشاعر الكردي الكبير، شيخ رضا الطالباني.